# テンジクネズミ
テンジクネズミ（天竺鼠）は、テンジクネズミ科テンジクネズミ属（Cavia）に含まれる齧歯類の総称である。南米に分布する（天竺には生息しない）。南米諸国ではクイと呼ばれる。もっとも有名な種はペットや実験動物として知られているモルモットである。

## 概要
体長は約20～40cm。小さくて丸い耳をもち、尾椎はあるものの尾はない。指は前足は4本、後ろ足は3本である。オスメスともに、乳房は1対である。跳躍力はあまりなく、跳躍することはほとんどないが、跳躍したとしても20～30cmほどの高さしか跳ぶことができない。
胎内ですでに乳歯をもっているが、切歯（前歯）は生まれる前に吸収され、臼歯も生後40日程度で生え替わる。切歯も臼歯も常生歯となっている。上顎の臼歯は外側に傾斜しながら生え、下顎の臼歯は内側に傾斜しながら生えている。切歯は前面のエナメル質が分厚くなっていて、前面と後面に磨耗の差があるため、常に鋭さが維持される。
また、胃腸の半分以上が盲腸という構成となっている。環境変化などによるストレスによって胃腸内（とりわけ盲腸内）の細菌のバランスが崩れると、摂取した食物の消化が困難になり衰弱する。タンパク質などの栄養素の摂取を、盲腸内の細菌の働きに頼っているためである。また、一度に消化しきれなかった栄養を吸収するため、ウサギと同様に食糞する。糞の形は、オスとメスとで微妙に異なる。
寿命は個体差があるが、5～8年程度とされている。
野生のテンジクネズミは、南アメリカ全域の草原などに巣穴を掘って棲んでいる。草食性である。つがいは形成せず、乱婚的に交尾をする。通常1年に1回出産し、一度に2頭から4頭程度の子を産む。生まれた子供は早成であり、誕生の翌日には自分で草などを食べることができる。このため親は子供の世話をほとんどしない。よってメスの乳房が1対しかなくても、子供の成長に問題はない。また子供が早成で胎内で大きく育つために、メスは骨盤の形が固まってしまう生後10か月以内に出産を経験していない場合、子供を生むとき難産になりやすい。
現在でもアンデス地方での重要なタンパク源として、食用に利用されている。

## 種
アノレームテンジクネズミ Cavia anolaimae
コロンビアのボゴタ付近に生息。モルモットの野生化したものから派生したと考えられている。
パンパステンジクネズミ Cavia aperea
アルゼンチン、ブラジル、コロンビア、エクアドル、パラグアイ、ウルグアイに分布。
アマゾンテンジクネズミ Cavia fulgida
ブラジルに生息。
ギアナテンジクネズミ Cavia guianae
ベネズエラ、ガイアナ、ブラジル北部に分布。モルモットの野生化したものから派生した種、あるいはパンパステンジクネズミと同種と考えられることもある。
サンタカタリーナテンジクネズミ Cavia intermedia
ブラジルのサンタカタリーナ州モレケス・ド・スル島に生息。
オオテンジクネズミ Cavia magna
ブラジル南東部およびウルグアイに分布。
コビトテンジクネズミ Cavia nana
ペルーテンジクネズミと同種と考えられることもある。
モルモット Cavia porcellus
ペルーテンジクネズミより食肉用に家畜化されたと考えられている家畜種。食用とされる他、ペットや実験動物とされる。
ペルーテンジクネズミ Cavia tschudii
ペルーに生息。家畜種モルモットの原種と考えられている。